# Edith Fraenkel
Edith Fraenkel, später musste sie zusätzlich den „typisch jüdischen“ Vornamen Sara führen (* 8. Februar 1922 in Berlin; † vermutlich 1944 in Auschwitz) war eine deutsche Arbeiterin und Widerstandskämpferin gegen den Nationalsozialismus.

## Leben
Edith Fraenkel war eine Tochter des Berliner Kaufmanns Leo Fraenkel und Olga Fanny, geb. Marx (* 1888). Die Ehe wurde geschieden und die Mutter zog mit Edith 1934 in eine kleine Wohnung im Parterre in die Sächsischen Straße 10–11. Die Mutter versorgte im Zimmer, welches zur Straße ging, tagsüber alleinstehende Damen mit Essen. Im März 1942 mussten Mutter und Tochter von hier in ein Judenhaus umziehen.
Nachdem Edith Fraenkel von 1928 bis zur Schließung 1938 die Rudolf-Steiner-Schule in Berlin besucht hatte, begann sie eine kaufmännische Lehre und musste diese abbrechen. Ab 1940 wurde sie in einem Berliner Siemenswerk zum „Geschlossenen Arbeitseinsatz“ zwangsverpflichtet. Hier lernte sie Herbert Baum und seine Frau Marianne kennen. Der Kontakt zu beiden brach aber fast ab, da Fraenkel schwanger wurde und nach der Geburt des Sohnes in eine andere Abteilung der Siemenswerke kam.
Fraenkel war mit Harry Cühn, einem Freund von Heinz Birnbaum, seit 1937 mit ihr bekannt und Unterstützer der Familie Fraenkel, verlobt und hatte gemeinsam mit Cühn einen Sohn, Uri (1941–1942). Gemeinsam mit ihrem Verlobten stand sie seit Ende 1940 der Widerstandsgruppe Baum nahe. Mit der Zerschlagung der Widerstandsgruppe Baum am 8. Juli 1942 wurde sie in Berlin festgenommen. Anschließend wurde sie mit den anderen Angehörigen der Widerstandsgruppe vor dem 2. Senat des Volksgerichtshofes wegen „Vorbereitung zum Hochverrat und landesverräterischer Feindbegünstigung“ angeklagt. Obwohl sie während des Prozesses einer Gewaltbereitschaft widersprach – sie hatte sich bei den Abenden der Gruppe für eine Gewaltfreiheit ausgesprochen – und auch den Kontakt zu Baums eher lose war, wurde sie wegen „Nichtanzeige eines Vorhabens des Hochverrats“ angeklagt. Ein Gnadengesuch ihres Verlobten an den Oberreichsanwalt Ernst Lautz von Mitte November 1942 unterstützte die Entlastung Fraenkels und ermöglichte, dass sie nicht zum Tode verurteilt wurde. Am 10. Dezember 1942 wurde Edith Fraenkel daher zu fünf Jahren Zuchthaus verurteilt und saß kurz im Frauengefängnis in der Berliner Barnimstraße ein, wurde dann aber am 8. Januar 1943 in das Frauenzuchthaus Cottbus überführt. Ihre Mutter Olga wurde vier Tage nach ihrer Verurteilung, am 14. Dezember 1942, nach Auschwitz deportiert. Mutter und Tochter hatten sich am 8. Oktober 1942 im Gerichtsgefängnis in der Kantstraße das letzte Mal gesehen.

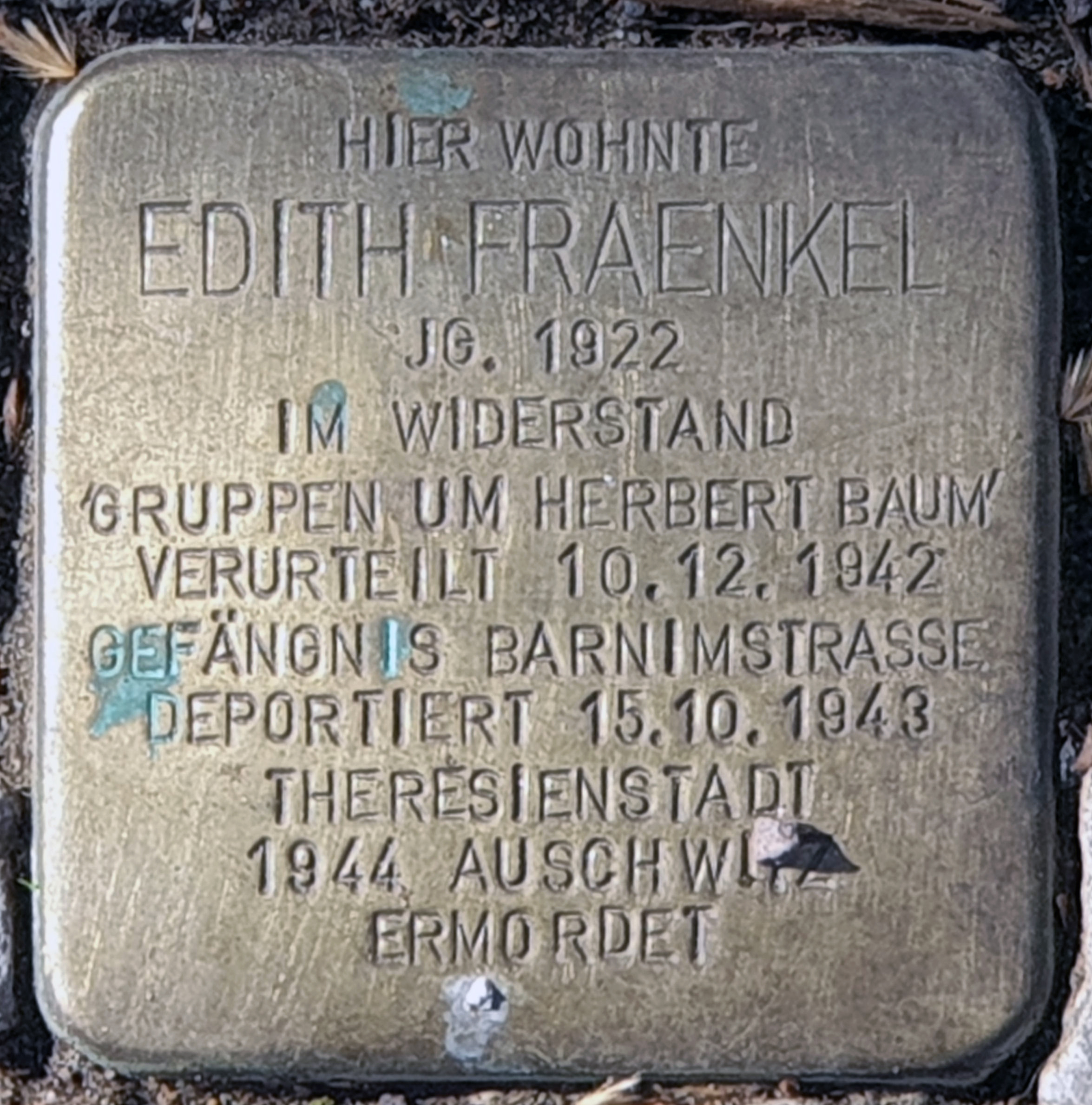
Stolperstein für Edith Fraenkel, Sächsische Straße 10, Berlin

Am 12. Oktober 1943 wurde Fraenkel aufgrund der Dreizehnten Verordnung zum Reichsbürgergesetz aus der Haft entlassen und kam in das Sammellager in der Großen Hamburger Straße in Berlin. Von hier wurde sie am 15. Oktober 1943, nachdem ein Tag vorher mit Lotte Rotholz und Alice Hirsch bereits zwei anderen Mitgliedern der Widerstandsgruppe Baum deportiert worden waren, mit dem „97. Alterstransport“ als Nr. 29, gemeinsam u. a. mit der Edith Kassel, der Tochter von Ilse Kassel, und mit der Angabe „Kinderpflegerin“ nach Theresienstadt verschleppt und kam Mitte Oktober 1944 nach Auschwitz, wo sie wohl auch ermordet wurde.
Auf dem Jüdischen Friedhof Berlin-Weißensee wird auf einer Gedenktafel an die 27 Mitglieder der Widerstandsgruppe Baum erinnert.
Am 23. Oktober 2019 wurde vor dem Haus Sächsische Straße 10–11 in Berlin-Wilmersdorf ein Stolperstein gesetzt.